# Santos Clavos

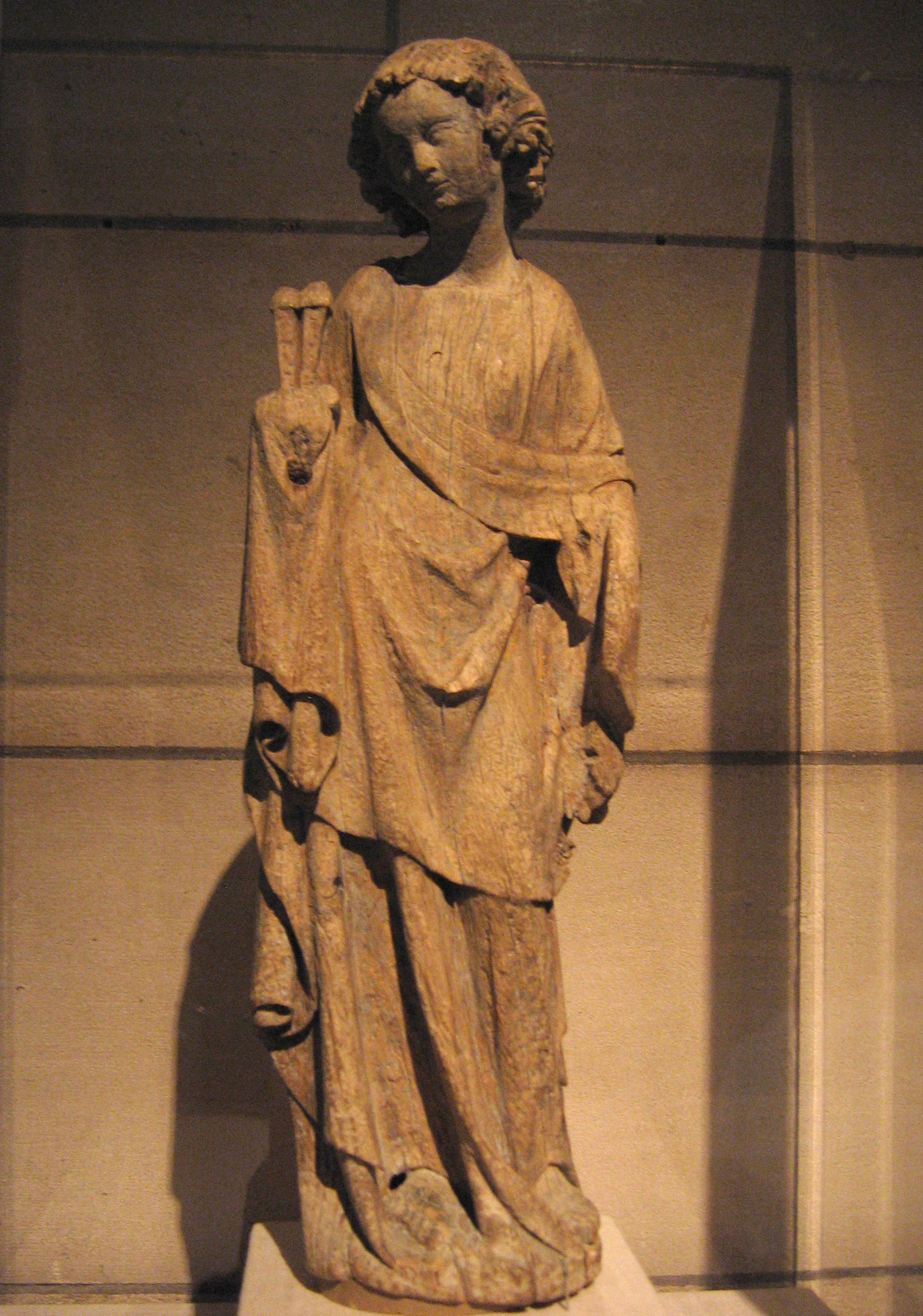
Ángel con dos Santos Clavos en madera de roble. Francia del Norte, finales del. Museo Metropolitano de Arte.

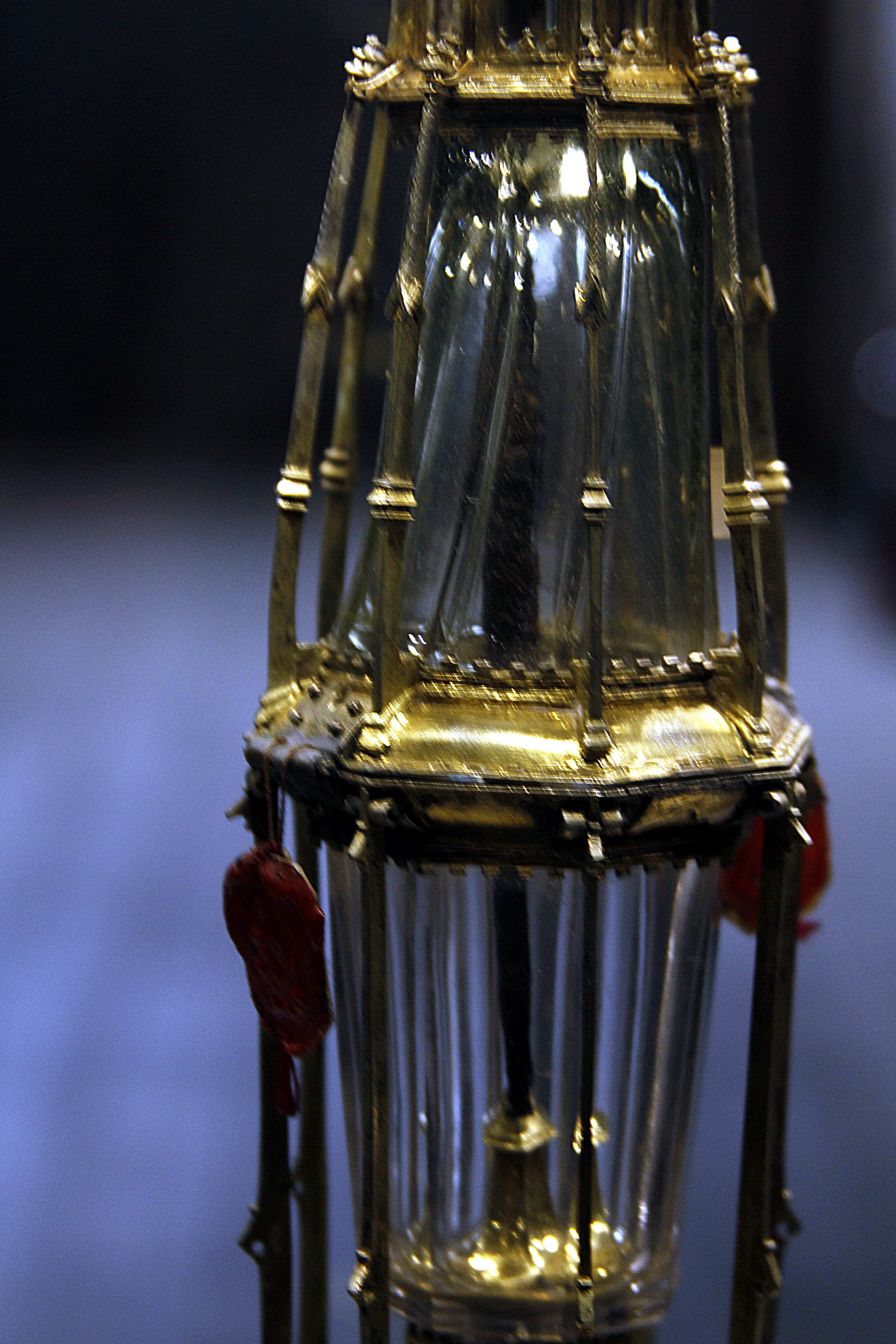
Santo Clavo de Santa Maria della Scala en Siena, Italia.

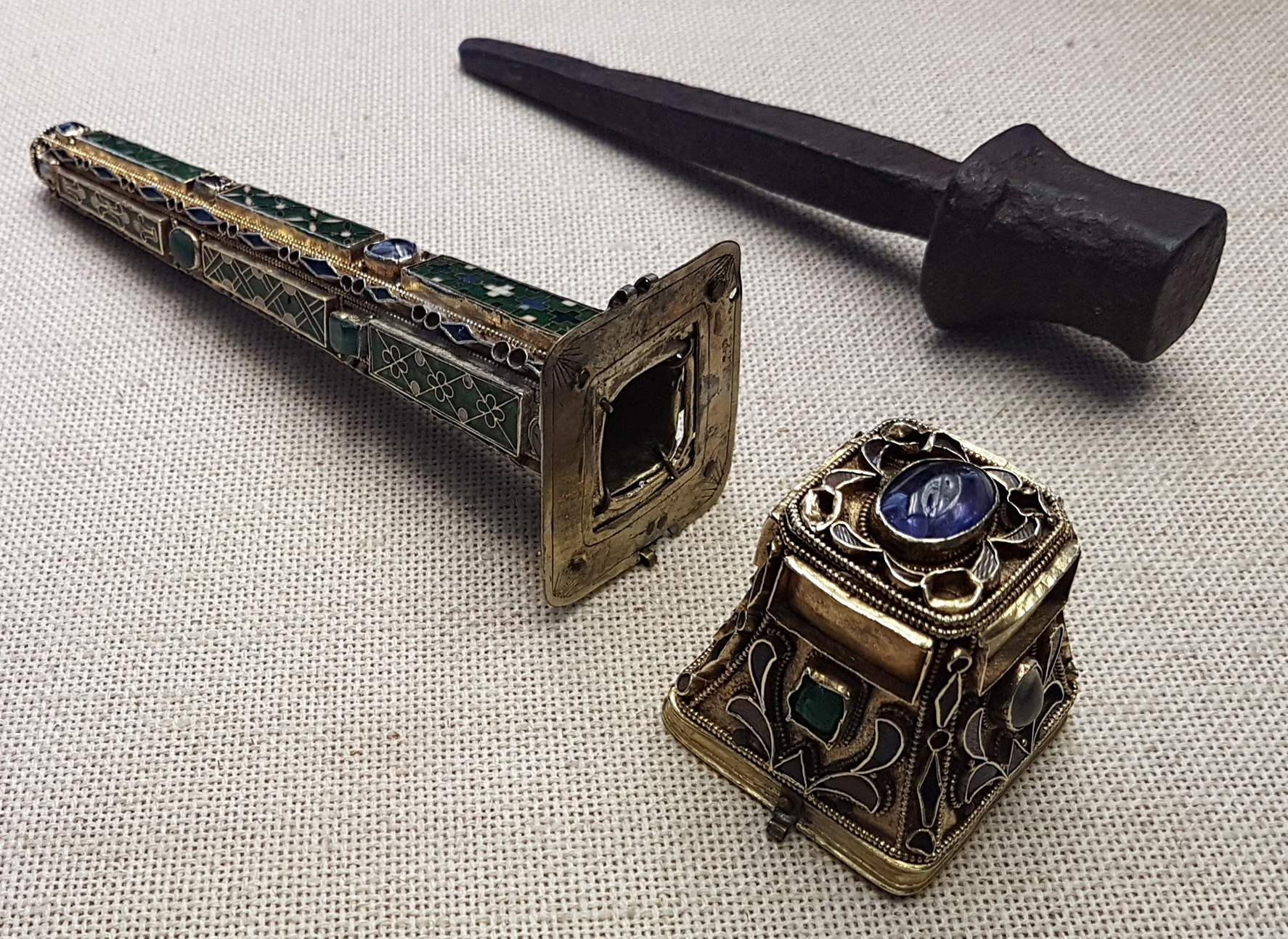
Relicario del Santo Clavo en el tesoro de la Catedral de Tréveris.

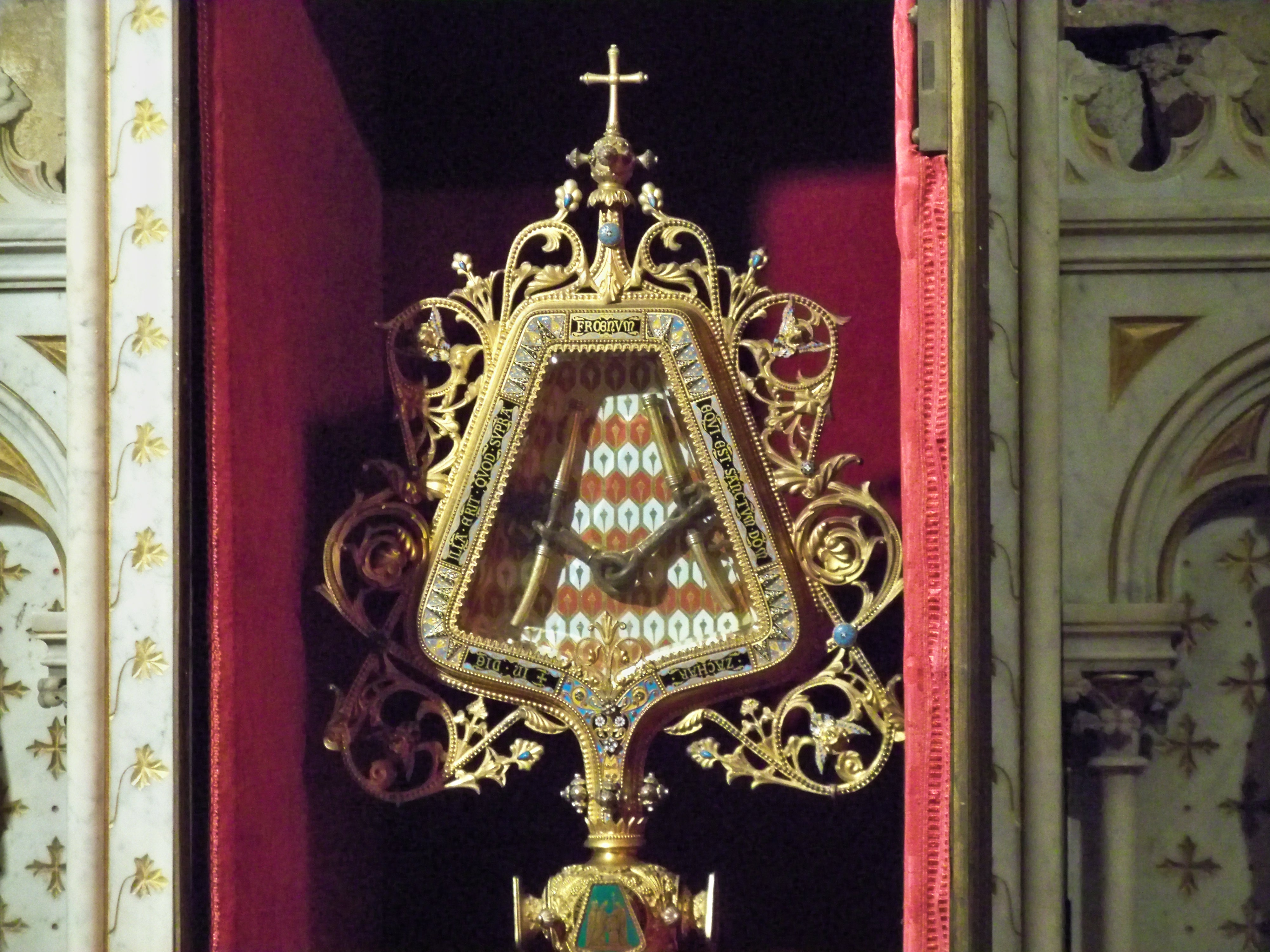
El Santo Clavo (Saint Mors) de Carpentras en su relicario.

Los Santos Clavos, también llamados Clavos Sagrados o Clavos de la Santa Cruz son reliquias cristianas que se corresponden con los clavos que se utilizaron durante la crucifixión de Jesucristo.
El número de estos clavos ha sido muy debatido. Las primeras representaciones de la crucifixión muestran solo dos clavos, utilizados en las palmas de las manos. Más tarde, Cristo aparece crucificado con tres clavos (uno para los dos pies) en diversas manifestaciones artísticas. Según la tradición iconográfica cristiana más reciente, el número de clavos ha aumentado a cuatro, dos para las manos y dos para los pies. Se encuentran entre las reliquias más preciadas del mundo cristiano, junto con la Vera Cruz y el Titulus crucis.

## Historia
Según la tradición cristiana, después del descendimiento de la Cruz, los Clavos fueron enterrados con La Emperatriz Elena. La emperatriz Elena, madre del emperador Constantino, durante su viaje a Tierra Santa en 326-328 hizo excavar el sitio del Calvario en Jerusalén y descubrió el 3 de mayo de 326, las reliquias de la Pasión de Cristo. Durante estas excavaciones, una luz habría brillado en la ubicación exacta de estas reliquias, en presencia de Elena y del obispo que la acompañaba Ciríaco de Jerusalén. Este descubrimiento de los Clavos fue transmitido en documentos por los obispos Gelasio de Cesarea y Rufino de Aquilea.
Elena envió una parte de la Cruz a su hijo, dejando el resto en Jerusalén y llevó con ella los clavos, de regreso. Con uno de ellos habría creado un bocado para el caballo de Constantino y con otro un casco, destinados ambos para la protección del emperador en las batallas.
Son mencionadas por primera vez el 25 de febrero de 395 en una oración de Ambrosio de Milán, quien también habló de la existencia de las reliquias en la oración fúnebre por el emperador Teodosio I.
Gregorio de Tours, en cambio, habló de cuatro clavos, citando que uno de ellos se sumergió en el mar para calmar una tempestad. En el siglo VI se encontró una documentación en Constantinopla sobre la veneración de varios Clavos Sagrados, tal vez los originales, quizás derivados hechos de acuerdo con las costumbres de la época, usando solo una limadura o pequeña parte de la reliquia original y agregando una nueva parte para formar una réplica.
Los sucesos posteriores de estas reliquias se pierden en ausencia de documentación, dejando solo varias tradiciones orales imposibles de verificar.

## Leyenda y tradición
Existen multitud de sitios en todo el mundo que reclaman la propiedad de reliquias hechas a partir de estos Clavos. Sin embargo, dado su gran número, algunos de estos clavos podrían provenir de la propia estructura de la Cruz, el travesaño, el reposapiés o incluso del Titulus crucis, el panel de INRI. También se supone que provendrían de la pasión de otros mártires, o que los clavos se habrían subdividido en pequeñas partes y así incorporados en reliquias y relicarios. Parte de los Santos Clavos  existentes probablemente provinieran del hecho de que tocaron reliquias hechas a partir de los Clavos originales. Así, entre otros, el obispo Carlos Borromeo hizo distribuir ocho clavos en Milán, que habían estado en contacto con una reliquia original.
Según la leyenda, el Santo Clavo de Constantino habría sido forjado con uno de los Clavos de la Pasión (el que atravesó la mano derecha de Cristo, o bien, los dos clavos de las manos según Gregorio de Tours). Pero la tradición cristiana también evoca el hecho de que la emperatriz Elena habría hecho un bocado para el caballo de su hijo con uno de ellos, y otro lo habría insertado en la tiara imperial. Otra tradición dice que Elena habría hecho el llamado Saint Mors o Santo Bocado con el primer clavo, la visera del casco para proteger la frente del emperador con el segundo clavo y el escudo para proteger su corazón con el tercero.
Clavos venerados como los de la crucifixión de Cristo: 
- Basílica de la Santa Cruz de Jerusalén en Roma.
- Catedral de Bamberg.
- Catedral de Colle di Val d'Elsa, cerca de Siena.
- Catedral de Notre-Dame de París.[14]
- Catedral de Saint-Etienne de Toul.
- En forma de bocado, en el ábside de la catedral de Milán.
- En forma de bocado, en los tesoros de la catedral de Carpentras.
- Corona de hierro de Lombardía en la Catedral de Monza.
- Lanza Sagrada de las regalia imperiales germanas en el Palacio Imperial de Hofburg de Viena.
- Monasterio de San Nicolò l'Arena de Catania.
- Tesoro de la catedral de Tréveris.